# 三家本礼
三家本 礼（みかもと れい、10月31日 - ）は、日本の漫画家。広島県広島市出身。元コンパイル社員。男性。

## 経歴
20歳の時に『ホラーM』（ぶんか社）に「闇を這う音」が掲載されてデビュー。代表作『ゾンビ屋れい子』は、連載終了後に実写化（オリジナルビデオ作品）やドラマCD化されている。『巨乳ドラゴン』も『巨乳ドラゴン 温泉ゾンビVSストリッパー5』として実写映画（オリジナルビデオ作品）化された。
サラリーマン時代には勤務先であるコンパイルが当時発行していた雑誌『ディスクステーション』に四コマ漫画を描いていた。本人曰くコンパイル時代の原画は捨てたとのこと。
2021年6月に、初の原画展「ゾドニスト〜地獄は楽しい所だわ〜」が東京・ヴァニラ画廊で開催された。

## 作品リスト
長編作品
- 『ゾンビ屋れい子』（『ホラーM』掲載、ぶんか社、1998年7月号 - 2004年4月号、全11巻、文庫版全7巻）
- 『巨乳ドラゴン』（『ヤングマガジンアッパーズ』掲載、講談社、2004年15号 - 2004年21号、全1巻[注釈 1]）
- 『サタニスター』（『ホラーM』掲載、ぶんか社、2005年11月号 - 2008年6月号、全5巻、完全版全4巻[注釈 2]）
- 『血まみれスケバン・チェーンソー』（『コミックビーム』掲載、エンターブレイン、2009年11月号 - 2017年4月号、全13巻[4]）
  - 『血まみれスケバンチェーンソーreflesh』 （『コミックビーム』掲載、エンターブレイン、2018年10月号 - 2019年12月号、全2巻）
- 『アイアン・ゴーストの少女』（『コミックビーム』掲載、エンターブレイン、2017年8月号 - 2018年8月号、全2巻）

短編作品
- 『美女アマンダ』（『ホラーM』に掲載された読切作品を収録した短編集、ぶんか社、2009年7月17日初版発行、全1巻）
- 『マジョンナ 三家本礼 Extra Works』（『ヤングガンガン』、ホラーM等に掲載された読切作品やイラストを収録した短編集、エンターブレイン、2016年6月25日初版発行、全1巻）